# 오뉴촌
오뉴촌(遠敷村)은 후쿠이현 오뉴군에 있던 촌이다. 현재의 오바마시 남동부, 오바마선 히가시오바마역 주변과 남쪽 일대에 해당한다.

## 역사
- 1889년 4월 1일 - 정촌제 시행에 의해 오뉴군 오뉴촌이 성립하였다.
- 1951년 4월 30일 - 오바마정, 구치나타촌, 나카나타촌, 구니토미촌, 마쓰나가촌, 이마토미촌과 합병해 오바마시가 성립하였다.

## 교통

### 도로
- 국도 제27호선

## 참고문헌
- 角川日本地名大辞典 18 福井県